# Unión Cristiana y Demócrata-Partido Popular Checoslovaco
Unión Cristiana y Demócrata – Partido Popular Checoslovaco (UCD-PPC, en checo: Křesťanská a demokratická unie – Československá strana lidová – KDU–ČSL, también conocido como lidovci – literalmente „los populares“) es un partido político democristiano de la República Checa. El partido ha participado en casi todos los gobiernos checos desde 1990. En las elecciones de junio de 2006, el partido ganó el 7.2% de los votos y 13 de los 200 escaños; pero en las elecciones de 2010, este cayó al 4.4% y perdieron todos sus asientos. El partido recuperó su posición parlamentaria en las elecciones legislativas de 2013 ganando 14 escaños en el nuevo parlamento y convirtiéndose así en el primer partido en regresar a la Cámara de Diputados después de abandonar la Cámara. El partido obtuvo 10 escaños en las elecciones legislativas de 2017, con una pérdida de 4 escaños comparando a la legislatura anterior.

## Resultados electorales

### Cámara de Diputados de Checoslovaquia
|  | 11,29 % |

|  | 9,73 % |

|  | 8,70 % |

|  | 7,50 % |

|  | 15,71 % |

|  | 5,90 % |

|  | 4,00 % |

### Asamblea Checa (1968-1993)
|  | 8,42 % |

|  | 6,28 % |

### Asamblea Eslovaca
|  | 3,31 % |

|  | 2,02 % |

### República Checa (desde 1993)
|  | 8,08 % |

|  | 8,99 % |

|  | 14,27 % |

|  | 7,22 % |

|  | 4,39 % |

|  | 6,78 % |

|  | 5,80 % |

|  | 27.79 % |

a Dentro de SPOLU